# Aspiração uterina a vácuo
Aspiração uterina a vácuo ou apenas aspiração a vácuo é um método de aborto que consiste na aspiração do conteúdo uterino através de sonda acoplada a um dispositivo que faz a sucção.
Pode ser utilizado como um método de indução ao aborto, um procedimento terapêutico aplicado após o aborto, ou um processo de obtenção de uma amostra de biópsia do endométrio. A taxa de infecção de 0,5% é inferior a qualquer outro procedimento cirúrgico abortivo.  Algumas fontes podem usar os termos dilatação e evacuação ou dilatação e curetagem para se referir a aspiração a vácuo, embora esses termos sejam normalmente utilizados para se referir a processos distintos.

## História
Aspirar como um meio de remover o conteúdo uterino, ao invés do uso prévio de uma cureta dura de metal, foi algo pioneiro em 1958 lançado pelos Drs. Wu e Wu Yuantai Xianzhen na China, mas seus trabalhos só foram traduzidos para o inglês no quinquagésimo aniversário do estudo, que concluiu essa técnina como "o procedimento obstétrico mais comum e mais seguro do mundo".
No Canadá, o método foi introduzido e melhorado por Henry Morgentaler, atingindo uma taxa de complicação de 0,48% sem mortes em mais de 5.000 casos. Ele foi o primeiro médico na América do Norte a usar a técnica, treinando outros médicos a usá-la.
Dorothea Kerslake introduziu o método no Reino Unido em 1967, e publicou um estudo nos Estados Unidos que disseminou ainda mais a técnica.
Harvey Karman, nos Estados Unidos, refinou a técnica no início dos anos 1970 com o desenvolvimento da cânula Karman, uma cânula macia, flexível que evitava a necessidade de dilatação cervical inicial, reduzindo assim o risco de perfuração do útero.

## Usos clínicos
A aspiração a vácuo pode ser utilizada como método indutor ao aborto; como processo terapêutico após o aborto; para auxiliar na regulação menstrual; e para se obter uma amostra de biópsia endometrial.  É também utilizada para interromper a gravidez molar.
Quando usada como tratamento para aborto ou método de aborto, a aspiração pode ser realizada sozinha ou com dilatação cervical a qualquer momento no primeiro trimestre (até 12 semanas de  idade gestacional). Para gestações mais avançadas, a aspiração a vácuo pode ser usada como etapa para o precedimento de dilatação e evacuação.  A aspiração a vácuo é o procedimento utilizado por quase todos os abortos de primeiro trimestre em muitos países.

## Procedimento

A diagram of a vacuum aspiration abortion procedure at 8 weeks gestation.
1: saco amniótico
2: Embrião
3: revestimento do útero
4: espéculo
5: Vacureta
6: Ligado a uma bomba de sucção

A aspiração a vácuo é um procedimento ambulatorial que geralmente envolve a permanência por várias horas em uma clínica.  O procedimento em si geralmente leva menos de 15 minutos.  A aspiração é criada com uma bomba elétrica (aspiração a vácuo elétrica ou EVA) ou com uma bomba manual (aspiração manual ou MVA). Ambos os métodos utilizam o mesmo nível de sucção, podendo ser considerados equivalentes em termos de eficácia e segurança.
O médico pode usar primeiro um anestésico para entorpecer o colo do útero. Em seguida, pode utilizar instrumentos chamados "dilatadores" para abrir o colo do útero, ou, por vezes, pode induzir a dilatação por meio de medicamentos. Por fim, uma cânula esterilizada é inserida no útero. Essa cânula se liga a uma bomba que cria vácuo, esvaziando o conteúdo uterino.
Após o procedimento de aborto induzido, ou após usar o procedimento para tratar o aborto natural, o tecido removido do útero é examinado, finalizando o procedimento. Dentre o conteúdo esperado, encontram-se o embrião ou feto, bem como decídua, vilosidades coriónicas, líquido amniótico, membrana amniótica e outros tecidos.

## Vantagens sobre dilatação e curetagem
Já houve um tempo em que a dilatação e curetagem (D&C), também conhecida apenas por "curetagem", representou o padrão de atendimento em situações exigindo evacuação uterina. No entanto, a aspiração a vácuo possui muitas vantagens em relação à D&C, em grande parte substituindo-a em muitos contextos.
A aspiração a vácuo pode ser utilizada mais cedo durante a gravidez do que a dilatação e curetagem (D&C). A aspiração a vácuo manual é o único procedimento de aborto cirúrgico disponível em estágio anterior à 6ª semana de gravidez.  A aspiração a vácuo possui menores taxas de complicações quando comparadas às da D&C.
A aspiração a vácuo, principalmente a aspiração manual, é significativamente mais barata do que a D&C. O equipamento necessário para a aspiração custa menos do que um conjunto de cureta. Ao contrário da D&C, a aspiração a vácuo não requer anestesia geral, permitindo que seja realizada como um procedimento ambulatorial em uma clínica, em vez de em um ambiente hospitalar cirúrgico. Embora a D&C geralmente seja realizada apenas por médicos, a aspiração a vácuo pode ser realizada por clínicos práticos como assistentes e parteiros.
A aspiração a vácuo manual não requer eletricidade, podendo ser fornecida em locais com serviço elétrico pouco confiável ou sem eletricidade. A aspiração também tem a vantagem de ser silenciosa, sem o ruído de uma bomba de vácuo eléctrica.

## Complicações
Quando utilizado para evacuação uterina, a aspiração a vácuo é 98% eficaz na remoção de todo o conteúdo do útero.  Produtos da concepção retidos requerem um segundo procedimento de aspiração. Isso é mais comum quando o procedimento é realizado muito cedo na gravidez, antes de 6 semanas de idade gestacional.
Outras complicações ocorrem a uma taxa menor do que 1 em 100 procedimentos e incluem: perda excessiva de sangue, infecção, ferimentos ao colo do útero ou no útero, incluindo perfuração e aderências uterinas.